# Fours-en-Vexin
Fours-en-Vexin ist eine Ortschaft und eine ehemalige französische Gemeinde mit 194 Einwohnern (Stand: 1. Januar 2021) im Département Eure in der Region Normandie. Sie gehörte zum Arrondissement Les Andelys und zum Kanton Les Andelys.
Mit Wirkung vom 1. Januar 2016 wurden die bis dahin selbstständigen Gemeinden Berthenonville, Bus-Saint-Rémy, Cahaignes, Cantiers, Civières, Dampsmesnil, Écos, Fontenay-en-Vexin, Forêt-la-Folie, Fourges, Fours-en-Vexin, Guitry, Panilleuse und Tourny zu einer Commune nouvelle mit dem Namen Vexin-sur-Epte zusammengelegt und haben in der neuen Gemeinde den Status einer Commune déléguée. Der Verwaltungssitz befindet sich im Ort Écos.

## Lage
Nachbarorte sind Fontenay-en-Vexin im Nordwesten, Cahaignes im Norden, Authevernes und Château-sur-Epte im Nordosten, Berthenonville im Osten, Dampsmesnil im Südosten, Écos im Süden, Civières im Südwesten und Tourny im Westen.

## Bevölkerungsentwicklung
| Jahr      | 1962 | 1968 | 1975 | 1982 | 1990 | 1999 | 2008 | 2015 |
| --------- | ---- | ---- | ---- | ---- | ---- | ---- | ---- | ---- |
| Einwohner | 113  | 102  | 108  | 107  | 133  | 145  | 184  | 200  |

## Sehenswürdigkeiten
- Kirche La Trinité-Saint-Sauveur, seit 1971 als Monument historique ausgewiesen

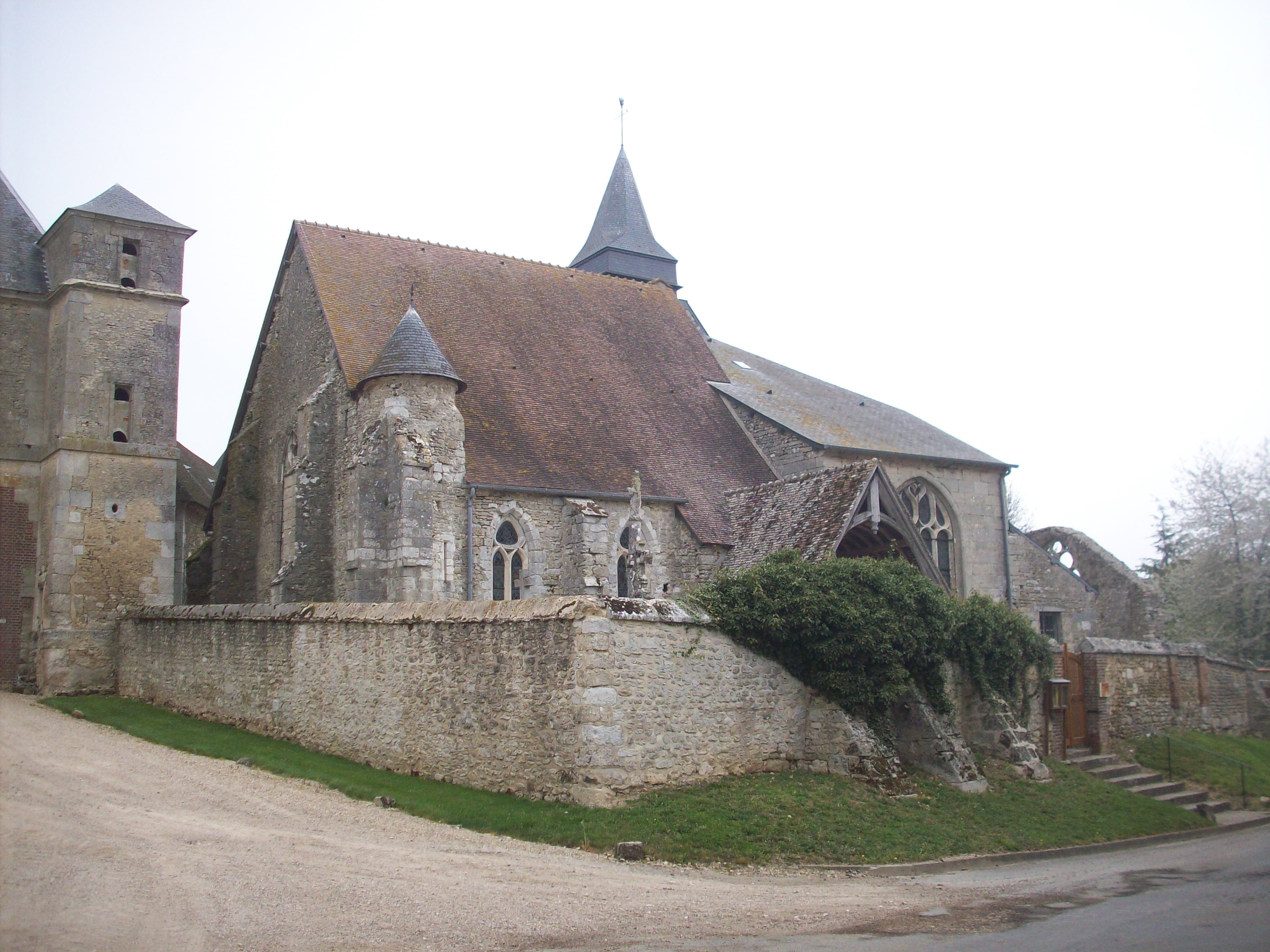
Kirche La Trinité-Saint-Sauveur

- Schloss